# Rose Schiaffino (Schiff, 1920)
Die Rose Schiaffino war ein Frachtschiff, das während des Zweiten Weltkriegs auf Position 47° 30′ 29,4″ N, 47° 10′ 41,5″ W versenkt wurde. Dabei kamen alle 41 Menschen an Bord ums Leben.

## Geschichte
Die Kiellegung des Schiffes bei der Werft Blyth Dry Docks & Shipbuilding Company in Blyth erfolgte unter dem Namen War Minaret, vom Stapel lief es 1920 jedoch unter dem Namen Notton. Bis 1923 gehörte das Schiff W.J. Tatem Ltd in Cardiff, dann ging es in den Besitz der Société Algérienne de navigation Charles Schiaffino & Cie. über und wurde in Rose Schiaffino umgetauft. Am 29. Januar 1941 wurde die Rose Schiaffino von der Scottish bei Gibraltar aufgebracht und später vom britischen Ministry of War Transport übernommen und unter die Bereederung von Mark Whitwill & Son aus Bristol gestellt. Am Morgen des 31. Oktober 1941 wurde sie von einem Torpedo, den das von Unno von Fischel kommandierte U 374 abgeschossen hatte, getroffen. Außer dem Kapitän Thomas P. Evans starben noch weitere 36 Besatzungsmitglieder und vier Kanoniere.